# Orchard Mesa
Orchard Mesa è un centro abitato (census-designated place) degli Stati Uniti d'America, situato nella contea di Mesa dello stato del Colorado. Nel censimento del 2000 la popolazione era di 6.456 abitanti.

## Geografia fisica
Secondo i rilevamenti dell'United States Census Bureau, Orchard Mesa si estende su una superficie di 14,4 km².